# 三位址碼
三位址碼（英語：Three address code，經常被縮寫為TAC 或 3AC），一種中間語言，編譯器使用它來改進程式碼轉換效率。每個三位址碼指令，都可以被分解為一個四元組（4-tuple）：（運算子，運算元1，運算元2，結果）。因為每個陳述都包含了至多三個（如：goto语句，仅含一个变数）變數，所以它被稱為三位址碼。